# Affaire Festina

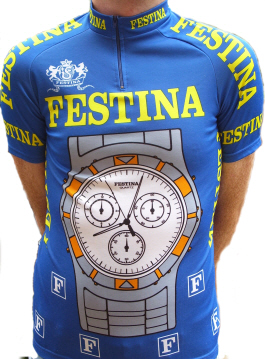
Maillot de l'équipe cycliste Festina, impliquée dans le scandale du dopage sur le Tour de France 1998.

L’affaire Festina est une affaire de dopage qui a touché le cyclisme professionnel en 1998.

## Les faits
Cette affaire démarre trois jours avant le Tour de France 1998, dont le départ est donné à Dublin en Irlande. Elle est menée principalement par la ministre de la Jeunesse et des Sports, Marie-George Buffet et la ministre de la Justice, Élisabeth Guigou sous le gouvernement Lionel Jospin. Le 8 juillet 1998, à 5 h 40 du matin, au détour d'une petite route à la frontière franco-belge (rue du Dronckaert 59250 Halluin), Willy Voet, un soigneur de l'équipe Festina, est interpellé par la douane française au volant d'une voiture Fiat mise à disposition de l'équipe Festina par la société du Tour de France et aux couleurs de l'équipe. Ce qui devait être un contrôle de routine aboutit à la fouille du véhicule : dans le coffre, les douaniers mettent la main sur des sacs isothermes contenant plus de quatre cents flacons de produits dopants et stupéfiants (235 ampoules d'érythropoïétine (EPO), 120 capsules d'amphétamines, 82 solutions d'hormone de croissance, 60 flacons de testostérone et des corticoïdes). Une rumeur circule rapidement dans les caravanes du Tour, voulant que Willy Voet ait été dénoncé « aux services douaniers par le directeur sportif d'une équipe concurrente, inquiet de la suprématie grandissante des Festina ». Selon Bruno Roussel, directeur sportif de Festina, lorsqu'il apprend à Richard Virenque la nouvelle de l'arrestation de Voet, la première question du cycliste français est : « Comment vais-je faire pour mes produits ? ».
Placé en garde à vue, Willy Voet avoue trois jours plus tard et dénonce un dopage organisé et médicalisé au sein de son équipe. Une information judiciaire est ouverte par le juge d'instruction lillois Patrick Keil le 10 juillet pour importation en contrebande et circulation irrégulière de marchandises prohibées. La direction du Tour organise une réunion de crise le 11 juillet entre Jean-Marie Leblanc, Jean-Claude Killy le président d'Amaury Sport Organisation (ASO) et Bruno Roussel. Selon Roussel, Killy souhaite minimiser l'événement, le dopage n'étant pas pour lui — comme pour Hein Verbruggen président de l'Union cycliste internationale (UCI) — « un problème en soi » à cette époque.
Bruno Roussel et le médecin de l'équipe Eric Rijckaert sont interpellés par un commissaire de la police judiciaire de Lille, le 15 juillet 1998, à l'arrivée de la 4e étape à Cholet puis mis en examen et écroués à leur tour le 17 juillet pour « administration et incitation à l'usage de produits dopants » selon la loi Bambuck du 28 juin 1989. Roussel avoue lui aussi l'existence d'un dopage organisé au sein de l'équipe. Voet, Rijckaert et Roussel dénoncent très vite des coureurs comme Richard Virenque, Laurent Brochard et Alex Zülle. En premier lieu Virenque qui, selon Voet, a lui-même demandé et obtenu d'un cadre hospitalier de Marseille de l'hémoglobine synthétique et qui est selon Rijckaert, le vrai patron de l'équipe qui incite ses coéquipiers à se doper. D'autres coureurs, de cette même équipe, sont également impliqués à l'image de Laurent Dufaux, Armin Meier, Christophe Moreau, Pascal Hervé et Gilles Bouvard. Le docteur Rijckaert déclare ainsi : « Par exemple, avant une compétition, si un coureur constate qu'il est en bas d'hématocrite, il sait qu'il ne sera pas performant pendant trois semaines. De lui-même, il se fait trois injections sous-cutanées d'EPO par semaine ». L'avocat de Roussel, Thibault de Montbrial, parle d'une gestion concertée des produits dopants : « M. Roussel a expliqué aux enquêteurs, lesquels avaient les éléments, les conditions dans lesquelles une gestion concertée de l'approvisionnement des coureurs en produits dopants s'est organisée entre la direction de l'équipe, les soigneurs, les médecins et les coureurs », précisant que « l'objectif était d'optimiser les performances sous strict contrôle médical, afin d'éviter l'approvisionnement personnel sauvage des coureurs dans des conditions susceptibles de porter gravement atteinte à leur santé, comme cela a pu être le cas par le passé ».
À la suite des aveux de Bruno Roussel le 17 juillet, Jean-Marie Leblanc, le directeur du Tour, décide d'exclure l'équipe Festina de la compétition le jour même, à 23 heures, pour « manquement à l'éthique » (et non pour dopage qu'il est alors difficile de prouver, aucun coureur n'ayant été contrôlé positif). Le lendemain, Virenque et ses équipiers qui refusent cette exclusion négocient avec la direction du Tour dans l'arrière-salle de Chez Gillou, petit café de campagne à Saint-Priest-de-Gimel, à côté de Corrèze-Gare, juste avant le départ du contre-la-montre auquel ils comptent bien participer. Finalement Virenque improvise une conférence de presse. S'effondrant en larmes face aux micros et caméras, il annonce que les coureurs acceptent de se retirer. L'équipe Festina est définitivement mise hors course le 18 juillet 1998 à Brive-la-Gaillarde.
Le 23 juillet 1998, à Lyon, les neuf coureurs de Festina sont entendus comme témoins à l'hôtel de police de Lyon. Des prélèvements de sang, de cheveux et d'urines sont pratiqués en vue d'analyse. Interrogés, certains avouent s'être dopés de leur plein gré, à l'exception de Richard Virenque, Pascal Hervé et Neil Stephens. Ils sont ensuite laissés libres.
Le lendemain, la police perquisitionne les hôtels et les camions de certaines équipes, ce qui provoque l'irritation des coureurs, dont Laurent Jalabert.
Le 28 juillet 1998, la police effectue une nouvelle perquisition à l'hôtel de l'équipe équipe cycliste TVM (TVM), à la suite de la mise en examen du directeur sportif et du médecin de l’équipe.
Le 29 juillet 1998, les coureurs mettent pied à terre dès le kilomètre 32, afin de protester contre « les méthodes indignes de la police ». Après négociation, seulement une partie du peloton repart, alors que 5 équipes (Once, Banesto, Vitalicio, Kelme et Riso Scotti) préfèrent abandonner le Tour. Cette 17e étape est neutralisée par les coureurs, ceux de l'équipe TVM arrivant groupés en tête, soutenus par le peloton et applaudis par le public.
Le 31 juillet 1998, l'équipe TVM se retire de la course.
Le 30 novembre 1998, les résultats des analyses pratiquées le 23 juillet à Lyon établissent que huit des neuf coureurs de Festina, dont Virenque, ont pris de l'EPO et quatre d'entre eux des amphétamines.
Le 26 mars 1999, Richard Virenque est mis en examen pour complicité d'incitation à l'usage et d'administration de produits dopants.
Le 1er avril 1999, Jean-Marie Leblanc, directeur du Tour, est mis en garde à vue et entendu à Lille mais n'est pas mis en examen pour complicité par abstention comme la presse l'avait annoncée. Le même jour, Roger Legeay et Daniel Baal, vice-président et président de la Fédération française de cyclisme (FFC), sont mis en examen pour « complicité des délits de facilitation et d'incitation à l'usage et administration à autrui de substances ou de produits dopants » (en violation de la loi antidopage de 1989) et bénéficient d'un non-lieu deux mois plus tard.

## Les témoignages
- Laurent Brochard sacré champion du monde sur route en 1997 avec des restes de dopants[15] ;
- Thomas Davy, entendu comme témoin, a indiqué qu'il avait commencé à prendre de l'EPO en arrivant chez Banesto du temps de Miguel Indurain[16],[17] ;
- Pascal Hervé : « Oui je me suis dopé »[18] ;
- Luc Leblanc a révélé avoir eu recours à des dopants pour le Tour de France et la Vuelta en 1994 puis les années suivantes[19] ;
- Richard Virenque a reconnu pour la première fois avoir utilisé des substances prohibées le 24 octobre 2000 lors du procès Festina[20].

## Procès et sanctions sportives

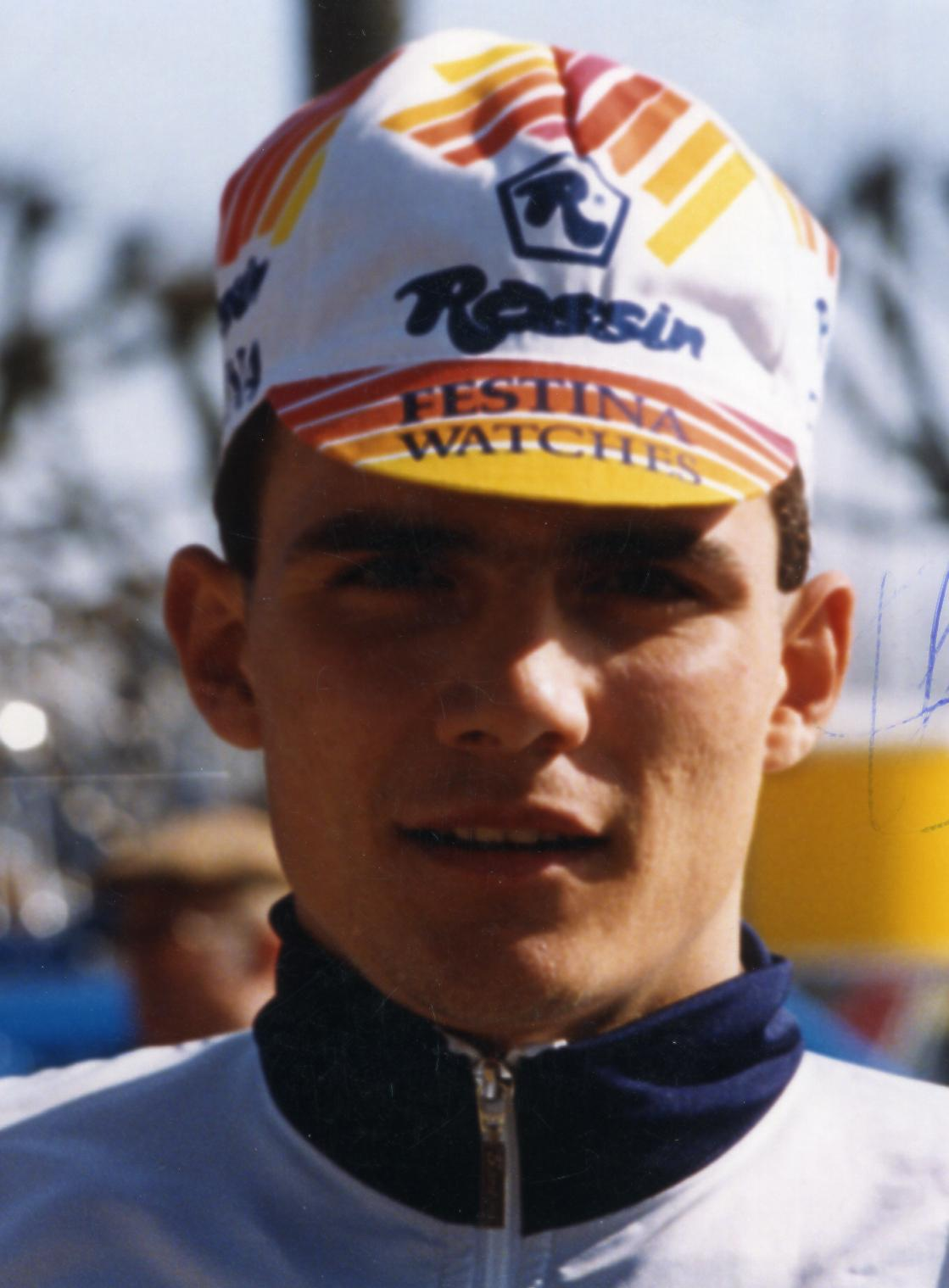
Richard Virenque.

La justice rend son verdict le 22 décembre 2000 :
- Richard Virenque, seul coureur poursuivi (pour complicité d’incitation au dopage), est relaxé[2] ;
- Bruno Roussel est condamné à un an de prison avec sursis et 50 000 francs d’amende ;
- Willy Voet est condamné à 10 mois de prison avec sursis et 30 000 francs d’amende.

Le 29 décembre 2000, Richard Virenque, alors sans équipe, écope d'une suspension de neuf mois et d'une amende de 4 000 francs suisses, infligées par la Fédération suisse de cyclisme (FSC) dont il relève, la commission juridique de la FSC tenant compte, à charge, du fait qu'il ait nié pendant deux ans avant d'avouer, lors du procès Festina, s'être dopé et du fait qu'il « avait pris davantage de substances dopantes que d'autres coureurs ».
Médecin de l'équipe Festina, Eric Rijckaert meurt dans la nuit du 25 au 26 janvier 2001, des suites d'un cancer du poumon dont il souffrait déjà en 1998. Il avait alors passé cent jours à la prison de Douai, puis avait été condamné en octobre 2000 à une amende de 600 000 francs belges par un tribunal de Gand.
Le 5 mars 2002, en appel, le tribunal accorde à la FFC et à l'UCI un franc symbolique de dommages-intérêts pour le préjudice subi.

## Réactions
Le président du Comité international olympique Juan Antonio Samaranch affirme dans El Mundo que la liste de produits dopants devrait être drastiquement réduite, estimant que les seuls produits dopants qui devraient être interdits sont ceux qui nuisent à la santé du sportif. Après 25 ans de contrôles de plus en plus sévère, cette affirmation est un choc pour l'opinion publique et n'est pas suivie d'actions allant dans ce sens. En février 1999, le CIO organise une conférence mondiale sur le dopage sportif à Lausanne.

## Constitution de l'équipe Festina sur le Tour de France 1998

### Encadrement technique
- Bruno Roussel, directeur sportif ;
- Eric Rijckaert, médecin ;
- Willy Voet, soigneur.

### Coureurs
- Alex Zülle
- Armin Meier
- Christophe Moreau
- Didier Rous
- Laurent Brochard
- Laurent Dufaux
- Neil Stephens
- Pascal Hervé
- Richard Virenque